# Quinta da Caneira
A Quinta da Caneira localiza-se na freguesia da Murtosa, Município da Murtosa, no Distrito de Aveiro, em Portugal.

## História
A propriedade originou-se num complexo de bens foreiros ao convento portuense de Avé-Maria, no qual se tinha incorporado o de Vila Cova das Donas de Sandim, aparecendo como seus primeiros proprietários o capitão Manuel Henriques de Morais e sua esposa, Joana de Oliveira, no século XVII. Dos descendentes destes passou, por título oneroso, à família Velloso da Cruz, de Gaia, vindo por aliança familiar, a Frederico de Clamouse Brown Van-Zeller. Em nossos dias pertence a Augusto Mariano Van-Zeller de Carvalho Ricca, residente em Vila Nova de Gaia.
Após ter adquirido as suas atuais dimensões - cerca de 10 hectares de área -, tornou-se a maior propriedade agrícola do concelho.
Encontra-se classificada como Imóvel de Interesse Municipal, de acordo com a Lei nº 107/2001, de 8 de setembro.

## Características
Na fachada da casa vêem-se as armas do Velloso da Cruz.